# Casatico (Giussago)
Casatico è una frazione del comune italiano di Giussago. Costituì un comune autonomo fino al 1872.

## Storia
Casatico è noto dal 1191 come Cassaticum; faceva parte della Campagna soprana pavese e non era infeudato nel XVIII secolo. Nel 1872 il comune fu soppresso e unito a Giussago.

## Società

### Evoluzione demografica
Abitanti censiti:
- 170 nel 1751
- 230 nel 1780
- 176 nel 1805
- 230 nel 1807[3]
- 227 nel 1853
- 259 nel 1859
- 254 nel 1861
- 234 nel 1871
- 217 nel 1877[4]
- 218 nel 2001
- 364 nel 2011[5]

## Architetture religiose
Chiesa di Sant'Andrea apostolo del XV secolo. Fu sede di parrocchia fino al 25 marzo 1978.